# Dyadisches Produkt

Dyadisches Produkt zweier Vektoren als Matrizenprodukt

Das dyadische Produkt (kurz auch Dyade von griechisch δύας, dýas „Zweiheit“) oder tensorielle Produkt ist in der Mathematik ein spezielles Produkt zweier Vektoren. Das Ergebnis eines dyadischen Produkts ist eine Matrix (oder ein Tensor zweiter Stufe) mit dem Rang eins. Das dyadische Produkt kann als Spezialfall eines Matrizenprodukts einer einspaltigen Matrix mit einer einzeiligen Matrix angesehen werden; es entspricht dann dem Kronecker-Produkt dieser beiden Matrizen. Um den Gegensatz zum inneren Produkt (Skalarprodukt) zu betonen, wird das dyadische Produkt gelegentlich auch äußeres Produkt genannt, wobei diese Bezeichnung aber nicht eindeutig ist, da sie auch für das Kreuzprodukt und das Dachprodukt verwendet wird.
Das Konzept des dyadischen Produkts und damit die Dyadenrechnung geht auf den US-amerikanischen Physiker Josiah Willard Gibbs zurück, der es erstmals im Jahr 1881 im Rahmen seiner Vektoranalysis formulierte.

## Definition
Das dyadische Produkt ist eine Verknüpfung zweier reeller Vektoren {\displaystyle x\in \mathbb {R} ^{m}} und {\displaystyle y\in \mathbb {R} ^{n}} der Form
{\displaystyle \otimes \colon \mathbb {R} ^{m}\times \mathbb {R} ^{n}\to \mathbb {R} ^{m\times n},\quad (x,y)\mapsto x\otimes y},
wobei das Ergebnis eine Matrix {\displaystyle C\in \mathbb {R} ^{m\times n}} ist. Jeder Eintrag {\displaystyle c_{ij}} der Ergebnismatrix berechnet sich dabei aus den Vektoren {\displaystyle x=(x_{1},\ldots ,x_{i},\ldots ,x_{m})} und {\displaystyle y=(y_{1},\ldots ,y_{j},\ldots ,y_{n})} über
{\displaystyle c_{ij}=x_{i}\cdot y_{j}}
als das Produkt der Elemente {\displaystyle x_{i}} und {\displaystyle y_{j}}. Interpretiert man den ersten Vektor als einspaltige Matrix und den zweiten Vektor als einzeilige Matrix, so lässt sich das dyadische Produkt mittels
{\displaystyle x\otimes y=x\cdot y^{T}={\begin{pmatrix}x_{1}\\\vdots \\x_{m}\end{pmatrix}}\cdot {\begin{pmatrix}y_{1}&\cdots &y_{n}\end{pmatrix}}={\begin{pmatrix}{x_{1}y_{1}}&\cdots &{x_{1}y_{n}}\\\vdots &\ddots &\vdots \\{x_{m}y_{1}}&\cdots &{x_{m}y_{n}}\end{pmatrix}}}
als Matrizenprodukt darstellen, wobei {\displaystyle y^{T}} der zu {\displaystyle y} transponierte Vektor ist. Das dyadische Produkt kann so auch als Spezialfall des Kronecker-Produkts einer einspaltigen mit einer einzeiligen Matrix angesehen werden.

## Beispiele
Sind {\displaystyle x=(1,3,2)\in \mathbb {R} ^{3}} und {\displaystyle y=(2,1,0,3)\in \mathbb {R} ^{4}}, dann ist das dyadische Produkt von {\displaystyle x} und {\displaystyle y}
{\displaystyle x\otimes y={\begin{pmatrix}1\cdot 2&1\cdot 1&1\cdot 0&1\cdot 3\\3\cdot 2&3\cdot 1&3\cdot 0&3\cdot 3\\2\cdot 2&2\cdot 1&2\cdot 0&2\cdot 3\\\end{pmatrix}}={\begin{pmatrix}2&1&0&3\\6&3&0&9\\4&2&0&6\\\end{pmatrix}}\in \mathbb {R} ^{3\times 4}.}
Jede Spalte dieser Matrix ist also ein Vielfaches von {\displaystyle x} und jede Zeile ein Vielfaches von {\displaystyle y^{T}}. Als triviale Beispiele sind jede Nullmatrix das dyadische Produkt von Nullvektoren und jede Einsmatrix das dyadische Produkt von Einsvektoren entsprechend passender Größe:
{\displaystyle 0_{mn}=0_{m}\otimes 0_{n}}   und   {\displaystyle 1_{mn}=1_{m}\otimes 1_{n}}

## Eigenschaften
Die folgenden Eigenschaften des dyadischen Produkts ergeben sich direkt aus den Eigenschaften der Matrizenmultiplikation.

### Kommutativität
Das dyadische Produkt ist, wie zahlreiche Beispiele belegen, nicht kommutativ.
Für die Transponierte des dyadischen Produkts zweier Vektoren {\displaystyle x\in \mathbb {R} ^{m}} und {\displaystyle y\in \mathbb {R} ^{n}} gilt
{\displaystyle (x\otimes y)^{T}=y\otimes x}.
Zwei Vektoren {\displaystyle x} und {\displaystyle y} sind damit genau dann vertauschbar, das heißt, es gilt
{\displaystyle x\otimes y=y\otimes x},
wenn die Ergebnismatrix symmetrisch ist. Dies ist genau dann der Fall, wenn einer der beiden Vektoren ein Vielfaches des anderen Vektors ist, das heißt, wenn es eine Zahl {\displaystyle \lambda \in \mathbb {R} } gibt, sodass {\displaystyle x=\lambda y} oder {\displaystyle y=\lambda x} gilt. Ist einer der Vektoren ein Nullvektor, dann gilt insbesondere für alle {\displaystyle x\in \mathbb {R} ^{n}}
{\displaystyle x\otimes 0_{n}=0_{n}\otimes x=0_{nn}},
wobei die Ergebnismatrix dann die Nullmatrix ist.

### Distributivität
Mit der Vektoraddition {\displaystyle x+y} ist das dyadische Produkt distributiv, das heißt, es gilt für alle {\displaystyle x\in \mathbb {R} ^{m}} und {\displaystyle y,z\in \mathbb {R} ^{n}}
{\displaystyle x\otimes (y+z)=x\otimes y+x\otimes z}
sowie für alle {\displaystyle x,y\in \mathbb {R} ^{m}} und {\displaystyle z\in \mathbb {R} ^{n}} entsprechend
{\displaystyle (x+y)\otimes z=x\otimes z+y\otimes z}.
Weiter ist das dyadische Produkt verträglich mit der Skalarmultiplikation, das heißt für {\displaystyle x\in \mathbb {R} ^{m}} und {\displaystyle y\in \mathbb {R} ^{n}} sowie {\displaystyle \lambda \in \mathbb {R} } gilt
{\displaystyle \lambda (x\otimes y)=(\lambda x)\otimes y=x\otimes (\lambda y)}.

### Skalarprodukt
Das dyadische Produkt ist verträglich mit dem Skalarprodukt, das heißt, es gilt für alle {\displaystyle x\in \mathbb {R} ^{m}} und {\displaystyle y,z\in \mathbb {R} ^{n}}
{\displaystyle (x\otimes y)\cdot z=x\otimes (y\cdot z)=(y\cdot z)x}
und
{\displaystyle z\cdot (x\otimes y)=(z\cdot x)\otimes y=(z\cdot x)y}

### Kreuzprodukt
Das dyadische Produkt ist verträglich mit dem Kreuzprodukt, das heißt, es gilt für alle {\displaystyle x\in \mathbb {R} ^{m}} und {\displaystyle y,z\in \mathbb {R} ^{3}}
{\displaystyle (x\otimes y)\times z=x\otimes (y\times z)=x\otimes y\times z}
und
{\displaystyle z\times (x\otimes y)=(z\times x)\otimes y=z\times x\otimes y}

## Dyadisches Produkt zweier Vektoren
Das dyadische Produkt zweier Vektoren {\displaystyle x\in \mathbb {R} ^{m}} und {\displaystyle y\in \mathbb {R} ^{n}} ergibt, sofern keiner der beiden Vektoren der Nullvektor ist, eine Rang-Eins-Matrix, das heißt
{\displaystyle \operatorname {rang} (x\otimes y)=1}.
Umgekehrt lässt sich jede Rang-Eins-Matrix als dyadisches Produkt zweier Vektoren darstellen. Für die Spektralnorm und die Frobeniusnorm eines dyadischen Produkts gilt
{\displaystyle \|x\otimes y\|_{2}=\|x\otimes y\|_{F}=\|x\|_{2}\cdot \|y\|_{2}},
wobei {\displaystyle \|x\|_{2}} die euklidische Norm des Vektors {\displaystyle x} ist. Neben der Nullmatrix sind Rang-Eins-Matrizen die einzigen Matrizen, für die diese beiden Normen übereinstimmen.

## Bezüge zu anderen Produkten

### Skalarprodukt
Bildet man umgekehrt das Produkt aus einem Zeilenvektor mit einem Spaltenvektor, so erhält man das Standardskalarprodukt zweier Vektoren {\displaystyle x,y\in \mathbb {R} ^{n}} gegeben durch
{\displaystyle \langle x,y\rangle =x^{T}\cdot y},
wobei das Ergebnis eine reelle Zahl ist. Das Standardskalarprodukt zweier Vektoren ist gleich der Spur (der Summe der Diagonalelemente) ihres dyadischen Produkts, also
{\displaystyle \operatorname {Spur} (x\otimes y)=\langle x,y\rangle }.
Weiter ist die Matrix {\displaystyle x\otimes y} genau dann nilpotent (immer vom Grad 2), wenn die beiden Vektoren orthogonal sind, das heißt
{\displaystyle (x\otimes y)^{2}=0\Leftrightarrow \langle x,y\rangle =0}.
Wenn sich Zeilen- und Spaltenvektoren passender Größe abwechseln, können auch mehrere Vektoren miteinander multipliziert werden. Aufgrund der Assoziativität der Matrizenmultiplikation erhält man so die Identitäten
{\displaystyle x^{T}\cdot (y\otimes z)=x^{T}\cdot y\cdot z^{T}=\langle x,y\rangle \,z^{T}}
und
{\displaystyle (x\otimes y)\cdot z=x\cdot y^{T}\cdot z=x\,\langle y,z\rangle }.
Ein Skalarprodukt wird auch inneres Produkt genannt, weswegen das dyadische Produkt gelegentlich auch als äußeres Produkt bezeichnet wird. Diese Dualität wird in der Bra-Ket-Notation der Quantenmechanik genutzt, wo ein inneres Produkt durch {\displaystyle \langle x|y\rangle } und ein äußeres Produkt durch {\displaystyle |y\rangle \langle x|} notiert wird.

### Tensorprodukt
Der Vektorraum, der durch dyadische Produkte von Vektoren {\displaystyle x\in \mathbb {R} ^{m},y\in \mathbb {R} ^{n}} aufgespannt wird, ist der Tensorproduktraum
{\displaystyle \mathbb {R} ^{m}\otimes \mathbb {R} ^{n}=\operatorname {span} \{x\otimes y\mid x\in \mathbb {R} ^{m},y\in \mathbb {R} ^{n}\}}.
Dieser Raum ist isomorph zum Raum aller Matrizen {\displaystyle \mathbb {R} ^{m\times n}}. Jede Matrix {\displaystyle A\in \mathbb {R} ^{m\times n}} lässt sich demnach als Linearkombination dyadischer Produkte von Vektoren darstellen, das heißt
{\displaystyle A=\sum _{i=1}^{r}x_{i}\otimes y_{i}},
wobei {\displaystyle x_{1},\ldots ,x_{r}\in \mathbb {R} ^{m}}, {\displaystyle y_{1},\ldots ,y_{r}\in \mathbb {R} ^{n}} und {\displaystyle r=\operatorname {rang} (A)} sind. Durch eine geeignete Wahl von Vektoren {\displaystyle x_{i},y_{i}} und einer Rangschranke {\displaystyle r'<r} lässt sich auf diese Weise auch eine Niedrigrang-Approximation einer Matrix erreichen, wodurch numerische Berechnungen bei sehr großen Matrizen beschleunigt werden können.

## Verwendung
In vielen Anwendungen wird ein dyadisches Produkt nicht komponentenweise ausgerechnet, sondern zunächst stehen gelassen und erst ausgewertet, wenn es mit weiteren Termen multipliziert wird. Multipliziert man das dyadische Produkt {\displaystyle x\otimes y} mit einem Vektor {\displaystyle z}, erhält man einen Vektor, der parallel zu {\displaystyle x} ist, da
{\displaystyle (x\otimes y)\cdot z=x\,\langle y,z\rangle }
gilt. Das dyadische Produkt eines Einheitsvektors {\displaystyle v} mit sich selbst ist ein Projektionsoperator, denn das Matrix-Vektor-Produkt
{\displaystyle (v\otimes v)\cdot x=v\,\langle v,x\rangle }
projiziert einen gegebenen Vektor {\displaystyle x} orthogonal auf eine Ursprungsgerade mit Richtungsvektor {\displaystyle v}. Die Spiegelung eines Vektors an einer Ursprungsebene mit Einheits-Normalenvektor {\displaystyle n} ergibt sich entsprechend als
{\displaystyle (I-2n\otimes n)\cdot x=x-2n\,\langle n,x\rangle },
wobei {\displaystyle I} die Einheitsmatrix ist. Solche Spiegelungen werden beispielsweise in der Householdertransformation verwendet.
In der digitalen Bildverarbeitung können Faltungsmatrizen als dyadisches Produkt zweier Vektoren dargestellt werden. Durch diese Separierbarkeit können z. B. Weichzeichnungs- oder Kantenerkennungsfilter in „two passes“ (engl. zwei Durchläufe) angewendet werden, um den Rechenaufwand zu reduzieren.
Als Beispiel der 5 × 5 „Faltungsmatrix“ (engl. convolution kernel) des Gaußschen Weichzeichners:
{\displaystyle {\frac {1}{256}}{\begin{bmatrix}1&4&6&4&1\\4&16&24&16&4\\6&24&36&24&6\\4&16&24&16&4\\1&4&6&4&1\end{bmatrix}}={\frac {1}{16}}{\begin{bmatrix}1\\4\\6\\4\\1\end{bmatrix}}\cdot {\frac {1}{16}}{\begin{bmatrix}1&4&6&4&1\end{bmatrix}}}

## Koordinatenfreie Darstellung
In einer abstrakteren, koordinatenfreien Darstellung ist das dyadische Produkt {\displaystyle {\vec {a}}\otimes {\vec {b}}} zweier Vektoren {\displaystyle {\vec {a}}\in \mathbb {V} _{2}} und {\displaystyle {\vec {b}}\in \mathbb {V} _{1}} aus zwei Vektorräumen {\displaystyle \mathbb {V} _{1}} und {\displaystyle \mathbb {V} _{2}} ein Tensor zweiter Stufe {\displaystyle \mathbf {T} } im Tensorproduktraum {\displaystyle \mathbb {V} _{2}\otimes \mathbb {V} _{1}}. Die verschiedenen Notationen verwenden teilweise Fettdruck für Vektoren oder lassen das Zeichen {\displaystyle \otimes } weg:
{\displaystyle \mathbf {T} ={\vec {a}}\otimes {\vec {b}}=\mathbf {a} \otimes \mathbf {b} =\mathbf {ab} }
Nicht jeder Tensor zweiter Stufe ist ein dyadisches Produkt von zwei Vektoren, jedoch kann jeder Tensor zweiter Stufe als Summe dyadischer Produkte dargestellt werden. Ein Tensor, der dyadisches Produkt zweier Vektoren ist, heißt einfacher Tensor oder Dyade.
Anwendung findet diese Version des dyadischen Produkts in der Kontinuumsmechanik, wo meist {\displaystyle \mathbb {V} _{1}=\mathbb {V} _{2}=\mathbb {V} } identisch mit dem dreidimensionalen Vektorraum {\displaystyle \mathbb {V} } der geometrischen Vektoren ist.
Ist {\displaystyle \mathbb {V} _{1}} ein euklidischer Vektorraum, so kann mit Hilfe des Skalarprodukts „·“ von {\displaystyle \mathbb {V} _{1}} das innere Produkt zwischen Tensoren und Vektoren definiert werden. Es ordnet jedem Tensor {\displaystyle \mathbf {T} \in \mathbb {V} _{2}\otimes \mathbb {V} _{1}} und Vektoren {\displaystyle {\vec {c}}\in \mathbb {V} _{1}} einen Vektor {\displaystyle \mathbf {T} \cdot {\vec {c}}\in \mathbb {V} _{2}} zu. Für Dyaden {\displaystyle \mathbf {T} ={\vec {a}}\otimes {\vec {b}},\ {\vec {a}}\in \mathbb {V} _{2},\ {\vec {b}}\in \mathbb {V} _{1}} ist das innere Produkt wie folgt definiert:
{\displaystyle (\mathbf {T} ,{\vec {c}})\mapsto \mathbf {T} \cdot {\vec {c}}=({\vec {a}}\otimes {\vec {b}})\cdot {\vec {c}}=({\vec {b}}\cdot {\vec {c}}){\vec {a}}\in \mathbb {V} _{2}}
Hierdurch kann jede Dyade und damit auch jeder Tensor {\displaystyle \mathbf {T} \in \mathbb {V} _{2}\otimes \mathbb {V} _{1}} als lineare Abbildung
{\displaystyle \mathbf {T} \colon \mathbb {V} _{1}\to \mathbb {V} _{2},\quad {\vec {c}}\mapsto \mathbf {T} \cdot {\vec {c}}}
aufgefasst werden. Der Tensorproduktraum {\displaystyle \mathbb {V} _{2}\otimes \mathbb {V} _{1}} kann also mit dem Raum {\displaystyle {\mathcal {L}}(\mathbb {V} _{1},\mathbb {V} _{2})} der linearen Abbildungen von {\displaystyle \mathbb {V} _{1}} nach {\displaystyle \mathbb {V} _{2}} identifiziert werden. Dies wird im Folgenden getan.
Für das dyadische Produkt gelten die folgenden Rechenregeln. {\displaystyle \mathbb {V} _{1}}, {\displaystyle \mathbb {V} _{2}}, und {\displaystyle \mathbb {V} _{3}}, seien euklidische Vektorräume. Dann gilt für alle {\displaystyle {\vec {a}}\in \mathbb {V} _{2},\ {\vec {b}},{\vec {c}}\in \mathbb {V} _{1},\ {\vec {d}}\in \mathbb {V} _{3},\mathbf {T} \in {\mathcal {L}}(\mathbb {V} _{2},\mathbb {V} _{3})}:
{\displaystyle {\begin{array}{l}({\vec {a}}\otimes {\vec {b}})\cdot ({\vec {c}}\otimes {\vec {d}})=({\vec {b}}\cdot {\vec {c}}){\vec {a}}\otimes {\vec {d}}\\(\mathbf {T} \cdot {\vec {a}})\otimes {\vec {b}}=\mathbf {T} \cdot ({\vec {a}}\otimes {\vec {b}})\\{\vec {b}}\otimes (\mathbf {T} \cdot {\vec {a}})=({\vec {b}}\otimes {\vec {a}})\cdot \mathbf {T} ^{\top }\\{\vec {d}}\cdot (\mathbf {T} \cdot {\vec {a}})=(\mathbf {T} ^{\top }\cdot {\vec {d}})\cdot {\vec {a}}\end{array}}}.
Zu beachten ist hier, dass die Skalarprodukte „·“ in den Gleichungen aus den verschiedenen Vektorräumen stammen, was sich durch einen Index verdeutlicht beispielsweise wie folgt schreibt: {\displaystyle {\vec {d}}\cdot _{3}(\mathbf {T} \cdot _{2}{\vec {a}})=(\mathbf {T} ^{\top }\cdot _{3}{\vec {d}})\cdot _{2}{\vec {a}}}.
Das Skalarprodukt zweier Tensoren aus {\displaystyle {\mathcal {L}}(\mathbb {V} _{1},\mathbb {V} _{2})} kann mit Vektoren {\displaystyle {\vec {a}},{\vec {c}}\in \mathbb {V} _{2},{\vec {b}},{\vec {d}}\in \mathbb {V} _{1}} definiert werden:
{\displaystyle ({\vec {a}}\otimes {\vec {b}})\cdot ({\vec {c}}\otimes {\vec {d}})=\mathrm {Spur} \left(({\vec {a}}\otimes {\vec {b}})^{\top }\cdot ({\vec {c}}\otimes {\vec {d}})\right)=({\vec {a}}\cdot {\vec {c}})({\vec {b}}\cdot {\vec {d}})}
Damit baut {\displaystyle {\mathcal {L}}(\mathbb {V} _{1},\mathbb {V} _{2})} einen euklidischen Vektorraum auf, dessen Elemente Tensoren zweiter Stufe sind. Mit einer Basis {\displaystyle \{{\vec {a}}_{i}\}} von {\displaystyle \mathbb {V} _{2}} und {\displaystyle \{{\vec {b}}_{j}\}} von {\displaystyle \mathbb {V} _{1}} besitzt {\displaystyle {\mathcal {L}}(\mathbb {V} _{1},\mathbb {V} _{2})} eine Basis {\displaystyle \lbrace {\vec {a}}_{i}\otimes {\vec {b}}_{j}\rbrace } bezüglich der jeder Tensor komponentenweise dargestellt werden kann:
{\displaystyle \mathbf {T} =\sum _{i=1}^{n}\sum _{j=1}^{m}T^{ij}{\vec {a}}_{i}\otimes {\vec {b}}_{j},}
worin {\displaystyle n} die Dimension von {\displaystyle \mathbb {V} _{2}} und {\displaystyle m} die Dimension von {\displaystyle \mathbb {V} _{1}} ist. Der Tensor ist von den verwendeten Basen unabhängig. Bei einem Basiswechsel ändern sich daher die Komponenten {\displaystyle T^{ij}} auf charakteristische Weise. Von Bedeutung sind Invarianten, die bei solchen Basiswechseln ihren Wert nicht ändern, siehe z. B. Hauptinvariante.
Die Komponenten {\displaystyle T^{ij}} können in einer Matrix angeordnet werden, wobei dann die verwendete Basis in Erinnerung behalten werden muss. Gelegentlich wird z. B.
{\displaystyle \sum _{i=1}^{3}\sum _{j=1}^{3}T^{ij}{\vec {a}}_{i}\otimes {\vec {b}}_{j}=\left({\begin{array}{ccc}T^{11}&T^{12}&T^{13}\\T^{21}&T^{22}&T^{23}\\T^{31}&T^{32}&T^{33}\end{array}}\right)_{{\vec {a}}_{i}\otimes {\vec {b}}_{j}}}
geschrieben. Ist der Definitionsbereich mit dem Bildbereich identisch, kann bei Verwendung der Standardbasis {\displaystyle \{{\vec {e}}_{i}\}} der Verweis auf die verwendete Basis weggelassen werden und der Tensor geht in seine Matrixrepräsentation über, z. B.:
{\displaystyle \sum _{i=1}^{3}\sum _{j=1}^{3}T^{ij}{\vec {e}}_{i}\otimes {\vec {e}}_{j}=\left({\begin{array}{ccc}T^{11}&T^{12}&T^{13}\\T^{21}&T^{22}&T^{23}\\T^{31}&T^{32}&T^{33}\end{array}}\right)}.
In Koordinatendarstellung ist das oben als Matrix definierte dyadische Produkt zweier Spaltenvektoren gerade diese Abbildungsmatrix des Tensors.